# Dreiband-Weltmeisterschaft 1929

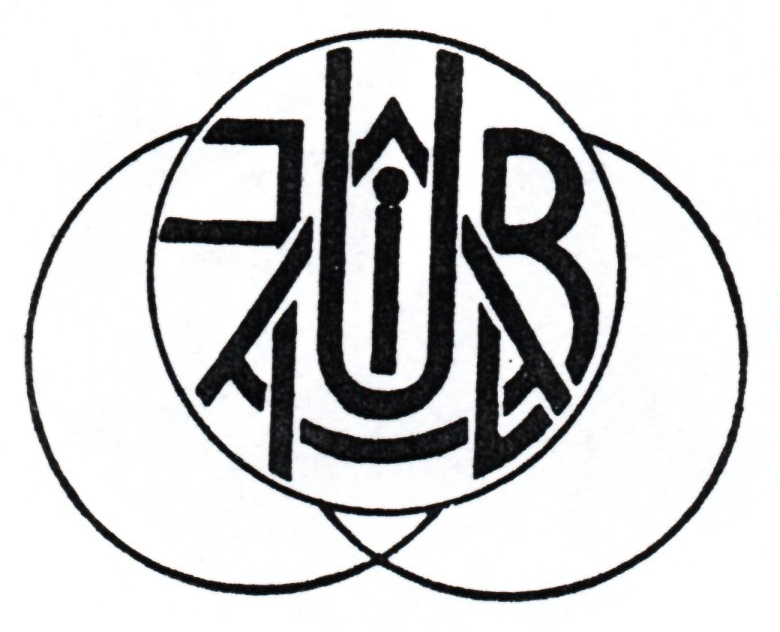
Logo UIFAB (ausrichtender Verband)

Veranstaltungsort: Brüssel

Die Dreiband-Weltmeisterschaft 1929 war das zweite Turnier in dieser Disziplin des Karambolage und fand vom 8. bis zum 10. Juni 1929 in Brüssel statt.

## Geschichte
Sieger wurde wieder der Ägypter Edmond Soussa. Er gewann alle seine Partien. Für die neuen Weltrekorde im Generaldurchschnitt (GD) und im besten Einzeldurchschnitt (BED) sorgte allerdings der Belgier Emile Zaman. Das Finale verlor der Belgier aber klar gegen Soussa mit 34:50.

## Modus
Gespielt wurde „Jeder gegen Jeden“ bis 50 Punkte.

## Abschlusstabelle
| MP    | Match Points (Sieger = 2; Unentschieden = 1; Verlierer = 0) |
| Pkte. | Erzielte Karambolagen                                       |
| Aufn. | Benötigte Versuche                                          |
| GD    | Generaldurchschnitt                                         |
| BED   | Bester Einzeldurchschnitt eines Spielers                    |
| HS    | Höchstserie                                                 |
|       | Bester GD des Turniers                                      |
|       | Bester ED des Turniers                                      |
|       | Beste HS des Turniers                                       |
|       | 1. Platz (Gold)                                             |
|       | 2. Platz (Silber)                                           |
|       | 3. Platz (Bronze)                                           |

| Platz                      | Name                 | MP   | Pkte. | Aufn. | GD    | BED   | HS |
| -------------------------- | -------------------- | ---- | ----- | ----- | ----- | ----- | -- |
| 1                          | Edmond Soussa        | 12:0 | 300   | 496   | 0,604 | 0,781 | 5  |
| 2                          | Emile Zaman          | 10:2 | 284   | 394   | 0,720 | 0,961 | 7  |
| 3                          | Arnoud Sengers       | 8:4  | 262   | 482   | 0,542 | 0,666 | 5  |
| 4                          | Elmar Sidney Prather | 4:8  | 230   | 518   | 0,444 | 0,505 | 5  |
| 5                          | Erich Beck           | 4:8  | 237   | 568   | 0,417 | 0,500 | 6  |
| 6                          | Charles Guillemin    | 2:10 | 241   | 547   | 0,440 | 0,581 | 5  |
| 7                          | Hans Jenny           | 2:10 | 186   | 571   | 0,325 | 0,442 | 5  |
| Turnierdurchschnitt: 0,486 |                      |      |       |       |       |       |    |